# Jalal Zolfonoun

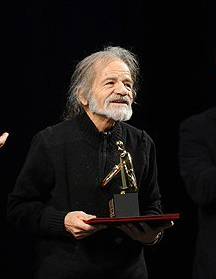
Jalal Zolfonoun (20. Februar 2012)

Jalal Zolfonoun (persisch جلال ذوالفنون; * 7. März 1938 in Abadeh; † 18. März 2012 in Teheran) war ein iranischer Tar- und Setarspieler, Komponist und Musikpädagoge.
Zolfonoun hatte den ersten Tarunterricht bei seinem Vater Habib Zoufonoun und seinem älteren Bruder Mahmoud Zoufonoun. Dreizehnjärig ging er an die Nationale Schule für iranische Musik, um Musiktheorie und Komposition zu studieren. Ab 1967 studierte er an der Universität Teheran Setar bei Noor Ali Boroumand und Dariush Safvat. Mit dem Sänger Shahram Nazeri nahm er Gol-e Sadbarg auf, das das erfolgreichste Album klassischer iranischer Musik wurde. Er produzierte als Komponist, Solist und Ensemblespieler noch weitere Alben und verfasste ein Lehrbuch für Setarspieler. Im Iran lebend unternahm er Tourneen durch Europa, die USA, Kanada und Japan u. a. mit seinem Sohn Soheil Zolfonoon und trat u. a. im New Yorker Lincoln Center, der Londoner Royal Albert Hall und beim Persischen Kunstfestival in Düsseldorf auf.